# Тахикардия
Тахикардия (от др.гръцки ταχύς – бърз и καρδιά – сърце) се нарича увеличеният ритъм на свиването на сърцето, над 90-100 удара в минута.
Ако пулсът е постоянно над 100, говорим за тахикардия. 
Тахикардията е бърз компенсаторен механизъм. Установява се при емоционално и физическо натоварване. Предизвиква се от активиране на симпатико-адреналната система, от хипоксия, от повишаване налягането на кръвта в устията на кухите вени, вливащи се в дясното предсърдие. При тахикардията се получава скъсяване на диастолата. Ако не е продължителна и не превишава 120 удара в минута, води до повишаване на минутния обем и съответно до по-добро кръвоснабдяване на организма. Но при по-висока честота и по-голяма продължителност влияе неблагоприятно на циркулацията на кръвта.

## Видове и причини
Има естествена тахикардия, например при повишено физическо натоварване, и патологична – при нарушения във вегетативната нервна система, нарушения в ендокринната система, нарушена хемодинамика или аритмия.
Тахикардията може да се дължи на някое от следните заболявания и състояния: висока температура (треска), начална фаза на шок, тиреотоксикоза, Базедова болест, миокарден инфаркт, кардиомиопатия, белодробна тромбоемболия, хипокалиемия, аритмия, анемия, паническа атака, прием на кофеин или алкохол, сърдечна тампонада, аортна стеноза, коарктация на аортата, хипогликемия и други.

## Кой е по-предразположен към тахикардия?
- деца
- жени, но се среща и при двата пола
- напрегнати/стресирани млади хора
- физически изтощени хора
- хора, които пият големи количества кафе (или приемат субстанции, съдържащи кофеин)
- злоупотреба със стимуланти
- хора, които злоупотребяват с алкохола
- пушачи